# Hedemora högre allmänna läroverk
Hedemora högre allmänna läroverk var ett läroverk i Hedemora verksamt från 1894 till 1968.

## Historia

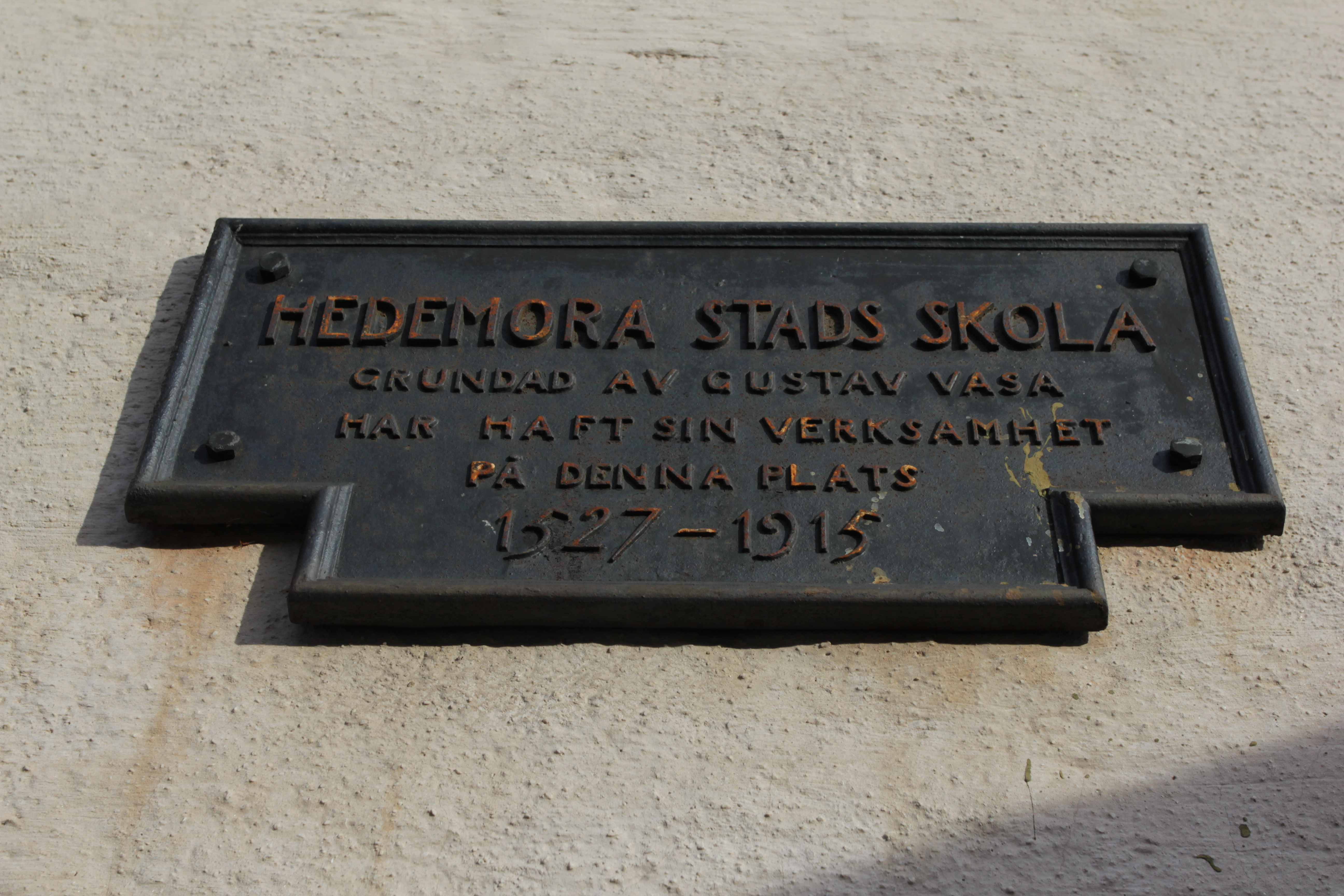
Skylt på Läroverket, ursprungligen uppsatt på den gamla samskolan 1927 i samband med 400-årsjubileet av Gustav Vasas skola.

1527 inrättade Gustav Vasa en skola, vilken låg på andra sidan Kyrkogatan jämfört med Vasaskolan. Denna skola brann ner i stadsbranden 1754, men byggdes upp igen 1762–1764. Skolan kom att ersättas 1861 med ett nytt skolhus på samma plats för skolan, då benämnd Hedemora padagogi. 1893 i sambnad med att oedagin avvcekade 1 juli det året togs frågan om samskola upp i stadsfullmäktige, och efter en renovering kunde samskolan tas i bruk året därpå. Realskoleklass infördes 1907, vilken gjorde utrymmet trångt i skolan. 
1912 började stadsfullmäktige planera en ny skolbyggnad, och 10 juli 1913 antogs ritningen av Georg A. Nilsson. 1 februari 1916 invigdes så den nya byggnaden. 
1917 gjordes samskolan om till kommunal mellanskola, från 1927 ombildades skolan till en samrealskola.
Skolan fick ett kommunalt gymnasium från 1947 och ombildades omkring 1955 till ett högre allmänt läroverk. Skolan kommunaliserades 1966 och upphörde som läroverk 1968 och blev då Vasaskolan.  Studentexamen gavs från 1950 till 1968 och realexamen från omkring 1910 till åtminstone 1965.